# Plagithmysus smilacis
Plagithmysus smilacis är en skalbaggsart som först beskrevs av Perkins 1927.  Plagithmysus smilacis ingår i släktet Plagithmysus och familjen långhorningar. Inga underarter finns listade i Catalogue of Life.